# Motisi-Familie
Die Motisi-Familie ist ein italienischer Mafiaclan der sizilianischen Cosa Nostra aus Palermo.

## Geschichte
Der Motisi-Mafia-Clan ist ein historischer sizilianischer Mafia-Clan aus der Region Pagliarelli in Palermo. Der Motisi-Clan wurde 1937 von Melchiorre Allegra, einem Arzt, der die Initiationsriten der Mafia durchlief, gegründet. Lorenzo Motisi vertrat von 1958 bis 1963 in der ersten sizilianischen Mafia-Kommission das Mandamento Pagliarelli (Palermo). Ignazio Motisi folgte ihm in der Cupola von 1978.
Matteo Motisi wurde nach dem Zweiten Mafiakrieg infolge der Neuorganisation 1983 Mitglied der Cupola. Zuvor war die Familie Pagliarelli Teil des Mandaments von Santa Maria di Gesù unter der Leitung von Stefano Bontade.
Matteo Motisi als Verbündeter der Corleonesi erhielt eine lebenslange Haftstrafen für die Morde an den Anti-Mafia-Richtern Rocco Chinnici, Giovanni Falcone und Paolo Borsellino sowie für 22 Morde an Mitgliedern der Bontade- und Inzerillo-Clans während des Zweiten Mafia-Krieges von 1981 bis 1983.
Giovanni Motisi trat die Nachfolge seines Onkels Matteo als Oberhaupt der Familie Pagliarelli an. Er, der Bernardo Provenzano nahe stand, gehörte zu einem der mächtigsten Capomafia in Palermo und war in eine lange Reihe von Morden verwickelt, die von den Corleonesi begangen wurden. Nachgewiesen wurde ihm der Mord am Polizeioffizier Beppe Montana am 28. Juli 1985. Giovanni Motisi ist seit 1993 flüchtig und gilt als einer der mächtigsten Bosse von Palermo. Motisi wird seit 1998 auf der Liste des italienischen Innenministeriums (Latitanti di massima pericolosità) als einer der meistgesuchten Verbrecher geführt.

## Oberhäupter der Motisi-Familie
- Francesco Motisi 1936
- Lorenzo Motisi 195? – 1978
- Ignazio Motisi  1978–1983
- Matteo Motisi 1983–2000
- Giovanni Motisi 2000 – jetzt

## Bedeutende Angehörige der Motisi-Familie
- Melchiorre Allegra (* 27. Juli 1881 in Gibellina; † 18. Mai 1951 in Castelvetrano): Capodimafia, der zeitweise mit der Polizei kollaborierte[6].
- Lorenzo Motisi
- Matteo „'U Pacchiuni“ Motisi[7] (* 16. April 1918 in Palermo; † 5. September 2003)
- Giovanni Motisi (* 1. Januar 1959 in Palermo)[8]